# Le Colonel Chabert (film, 1924)
Pour les articles homonymes, voir Le Colonel Chabert (homonymie).
Le Colonel Chabert (Graf Chagron, Oberst Chabert), est un film allemand réalisé par Hans-Jürgen Völcker et sorti en 1924, adapté du roman Le Colonel Chabert d'Honoré de Balzac.
Ce roman fit l'objet de deux autres adaptations en 1943 par René Le Henaff et en 1994 par Yves Angelo.

## Synopsis
De retour de Russie alors qu'on le croyait mort, le colonel Hyacinthe Chabert, qui a participé à la campagne de Russie, trouve sa femme remariée, sa maison vendue et ses biens dispersés. Sa femme née Rose Chapotel, devenue comtesse Ferraud, refuse de le reconnaître pour n'avoir pas à lui rendre son bien, et surtout pour ne pas abandonner son nouveau statut de femme du monde. Maître Derville s'efforce d'aider le vieux soldat tout en conciliant ses intérêts et ceux de sa femme. En vain.

## Fiche technique
- Réalisateur : Hans-Jürgen Völcker
- Scénario : Hans-Jürgen Völcker d'après Honoré de Balzac
- Société de production : Tosca-FILM GmbH, Düsseldorf
- Pays d'origine : Allemgane  Allemagne
- Genre : film dramatique
- Date de sortie : 1924

## Distribution
- Paul Barleben : Hyacinthe Chabert
- Édith Romanoff : la comtesse Ferraud
- Peter Esser : maître Derville
- Fritz Servos : la comte Ferraud
- Joseph Lacquer : le premier clerc de Derville